# سیکس فایننشل
سیکس فایننشل (انگلیسی: SIX Financial) شرکت خدمات مالی سوئیسی است، که در سال ۱۹۳۰ تأسیس شد. این شرکت داده‌های بازارهای مالی را از مکان‌های معاملاتی بزرگ جهان به‌طور مستقیم و در زمان واقعی جمع‌آوری و ارائه می‌کند. شرکت سیکس فایننشل در ۲۳ کشور دارای دفتر می‌باشد.